# Lindsey Marie Wilson
Lindsey Marie Wilson (* 1986 oder 1987) ist eine US-amerikanische Schauspielerin.

## Leben
Wilson wuchs in Aubrey, im US-Bundesstaat Texas auf. Den Großteil ihrer Jugendzeit verbrachte sie als Reiterin auf verschiedenen Gestüten. Sie machte 2010 ihren Bachelor of Arts in Theaterschauspiel an der University of Mississippi. Ab 2012 folgte im Kurzfilm Chemical 13 eine erste Filmrolle. Im Folgejahr spielte sie im Kurzfilm Not the Profile mit. 2016 erhielt sie eine Episodenrolle in der Fernsehserie Criminal Minds. Es folgten weitere Besetzungen in verschiedenen Kurzfilmen, ehe sie 2022 im Tierhorrorfilm Bull Shark ihr Spielfilmschauspieldebüt in der weiblichen Hauptrolle der Dottie Timms feierte. Im selben Jahr spielte sie in den The-Asylum-Filmproduktionen Shark Side of the Moon als Ellie Waters und in 2025 Armageddon – Willkommen im Multiversum als Dr. Quinn Ramsey. 2023 war sie im Monsterfilm Ape vs. Mecha Ape in der Rolle der Blanka zu sehen.

## Filmografie (Auswahl)
- 2012: Chemical 13 (Kurzfilm)
- 2013: Not the Profile (Kurzfilm)
- 2016: Criminal Minds (Fernsehserie, Episode 11x13)
- 2018: Jasmine (Kurzfilm)
- 2019: Physical Vibrations (Kurzfilm)
- 2020: Arcane (Podcastserie)
- 2022: Bull Shark
- 2022: Lizardians (Kurzfilm)
- 2022: Shark Side of the Moon
- 2022: Beyond the Neon
- 2022: 2025 Armageddon – Willkommen im Multiversum (2025 Armageddon)
- 2022: Just Noise (Kurzfilm)
- 2023: Ape vs. Mecha Ape
- 2023: Arctic Armageddon
- 2023: America is Sinking
- 2024: Bull Shark 2
- 2024: Road Wars: Max Fury
- 2024: Alien: Rubicon